# فرانز ألت
فرانز ألت (بالألمانية: Franz Alt؛ بالإنجليزية: Franz Alt) هو عالم حاسوب ورياضياتي أمريكي ونمساوي، ولد في 30 نوفمبر 1910 في فيينا في النمسا، وتوفي في 21 يوليو 2011 في نيويورك في الولايات المتحدة.